# Wilhelm Bendow
Wilhelm Bendow (Einbeck, 29 settembre 1884 – Einbeck, 29 maggio 1950) è stato un attore tedesco.

## Filmografia parziale
- Nell'anticamera del matrimonio (So sind die Männer), regia di Georg Jacoby (1923)
- Die Fledermaus, regia di Max Mack (1923)
- Ein Sommernachtstraum, regia di Hans Neumann (1925)
- Alraune, la figlia del male (Alraune), regia di Richard Oswald (1929)
- Eine Freundin so goldig wie Du, regia di Karel Lamac (1930)
- I cadetti di Vienna (Liebeskommando), regia di Géza von Bolváry (1931)
- Der Bettelstudent, regia di Georg Jacoby (1936)
- Il barone di Münchhausen (Münchhausen), regia di Josef von Báky (1943)